# Sandra Záhlavová
Sandra Záhlavová (Plzeň, 10 ottobre 1985) è una tennista ceca.

## Biografia
Figlia di Jan Záhlava, un medico e di Michaela Záhlavová, ha una sorella di nome Linda.
Ha vinto 7 titoli a livello giovanile. Nel 2010, anno in cui arrivò ad occupare il 78º posto nella classifica WTA, ha partecipato ai 4 tornei del Grande Slam ottenendo come miglior risultato il secondo turno agli Australian Open 2010 e 2011.

## Statistiche

### Risultati in progressione
| Sigla | Risultato               |
| ----- | ----------------------- |
| V     | Vincitore               |
| F     | Finalista               |
| SF    | Semifinalista           |
| O     | Oro olimpico            |
| A     | Argento olimpico        |
| SF    | Bronzo olimpico         |
| QF    | Quarti di Finale        |
| 4T    | Quarto turno            |
| 3T    | Terzo turno             |
| 2T    | Secondo turno           |
| 1T    | Primo turno             |
| RR    | Round Robin             |
| LQ    | Turno di qualificazione |
| A     | Assente                 |
| ND    | Non disputato           |

| Legenda superfici    |
| -------------------- |
| Cemento              |
| Terra battuta        |
| Erba                 |
| Superficie variabile |

#### Singolare nei tornei del Grande Slam
| Torneo          | 2007 | 2008 | 2009 | 2010 | 2011 | 2012 | 2013 | 2014 |
| --------------- | ---- | ---- | ---- | ---- | ---- | ---- | ---- | ---- |
| Australian Open | 1T   | A    | A    | 2T   | 2T   | A    | A    | A    |
| Open di Francia | A    | A    | A    | 1T   | 1T   | A    | 1T   | A    |
| Wimbledon       | A    | A    | A    | 1T   | 1T   | A    | A    | A    |
| US Open         | A    | 1T   | A    | 1T   | A    | A    | A    | A    |

#### Doppio nei tornei del Grande Slam
Nessuna partecipazione

#### Doppio misto nei tornei del Grande Slam
Nessuna partecipazione